# Haller (famiglia svizzera)
Gli Haller sono una famiglia svizzera.
Sono originari di Wil. Si stabilirono a Berna con un Johannes (nato nel 1523 e morto nel 1575), che fu decano della chiesa di Berna nel 1552. Vantano tra gli esponenti Albrecht von Haller, Karl Ludwig von Haller. Inoltre anche Franz Ludwig von Haller, un numismatico che compose l'opera Helvetien unter den Römern e Gottlieb Emmanuel von Haller, che compose l'opera in sette volumi Bibliothek der Schweizergeschichte.